# Villarrica (kommun)
Villarrica är en kommun i Chile.   Den ligger i provinsen Provincia de Cautín och regionen Región de la Araucanía, i den södra delen av landet, 700 km söder om huvudstaden Santiago de Chile. Villarrica ligger vid sjön Lago Villarrica.
I omgivningarna runt Villarrica växer huvudsakligen savannskog. Runt Villarrica är det ganska glesbefolkat, med 22 invånare per kvadratkilometer.